# Japanische Hockeynationalmannschaft der Herren
Die japanische Hockeynationalmannschaft der Herren repräsentiert Japan auf internationaler Ebene, zum Beispiel bei der Hockey-Weltmeisterschaft, der Champions Trophy oder den Olympischen Sommerspielen.
Japan nahm bisher fünfmal an Olympischen Spielen (1932, 1936, 1960, 1964, 1968) und viermal an Weltmeisterschaften (1971, 1973, 2002, 2006) teil. Für die Champions Trophy konnte sich die Hockeynationalmannschaft bisher noch nicht qualifizieren.
Größte Erfolge sind die Silbermedaille bei den Olympischen Spielen 1932 in Los Angeles und zwei Bronze-Medaillen bei den Asienspielen 1966 und 1970.
Seit 2009 wird die Mannschaft von dem Niederländer Siegfried Aikman trainiert.
Aktuell (Juni 2025) steht die Nationalmannschaft in der Weltrangliste auf dem Feld auf Rang 18.

## Erfolge

### Olympische Spiele
- 1932 – Silbermedaille
- 1936 – 7. Platz
- 1960 – 14. Platz
- 1964 – 7. Platz
- 1968 – 13. Platz
- 2020 – Vorrunde

### Feldhockey-Weltmeisterschaft
- 1971 – 9. Platz
- 1973 – 10. Platz
- 2002 – 12. Platz
- 2006 – 9. Platz
- 2023 – 15. Platz

### Champions Trophy
bisher keine Teilnahme

### Champions Challenge
- 2001 - 5. Platz
- 2007 - 5. Platz
- 2011 - 7. Platz